# Tower Infinity
Ne doit pas être confondu avec Cayan Tower.
La Tower Infinity ou Ecoprism Tower est un projet de tour prévu pour être bâti près de l'aéroport international d'Incheon, dans la Cheongna International City, en grande banlieue de Séoul, en Corée du Sud.
La tour est surnommée la « première tour invisible du monde » puisqu'un système d'illusion d'invisibilité est prévu grâce à des LED sur sa façade.

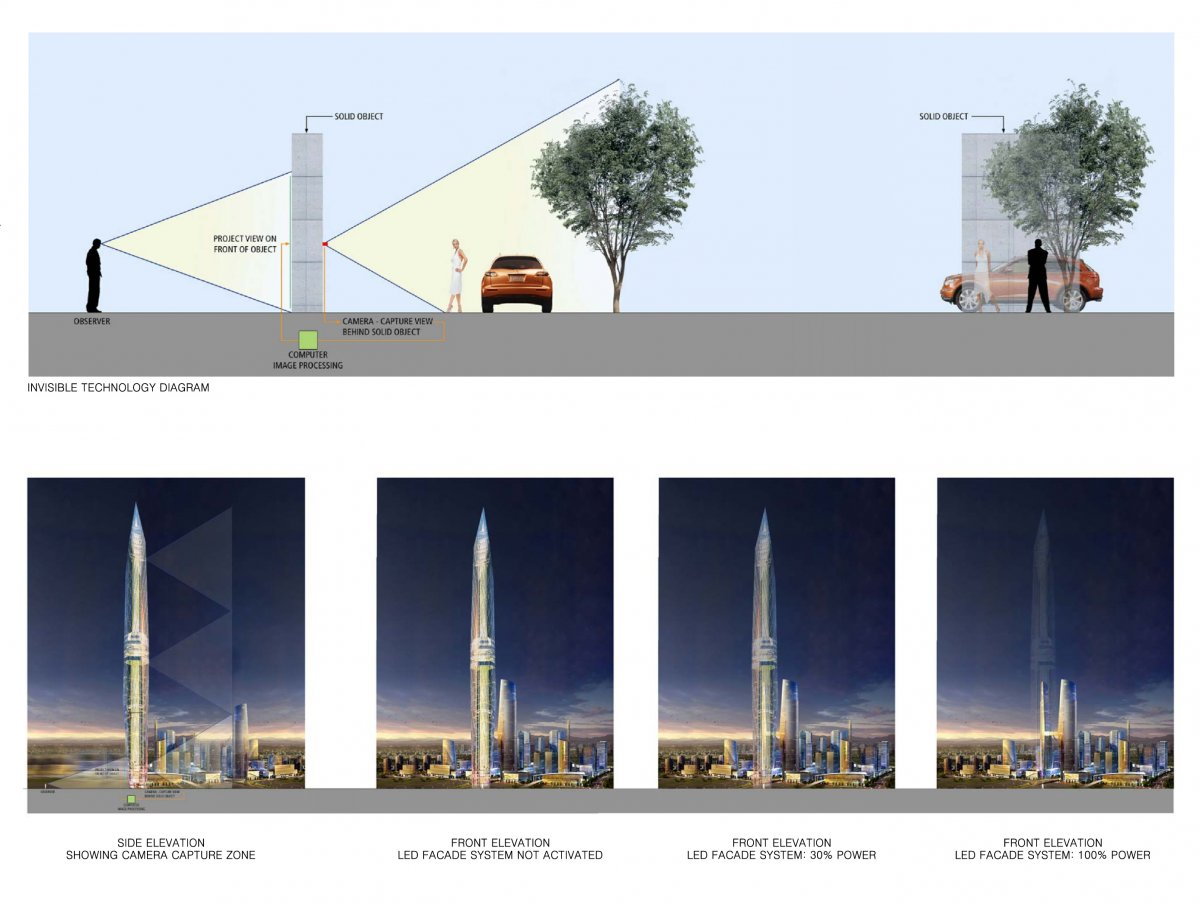
Explication de la « transparence ».

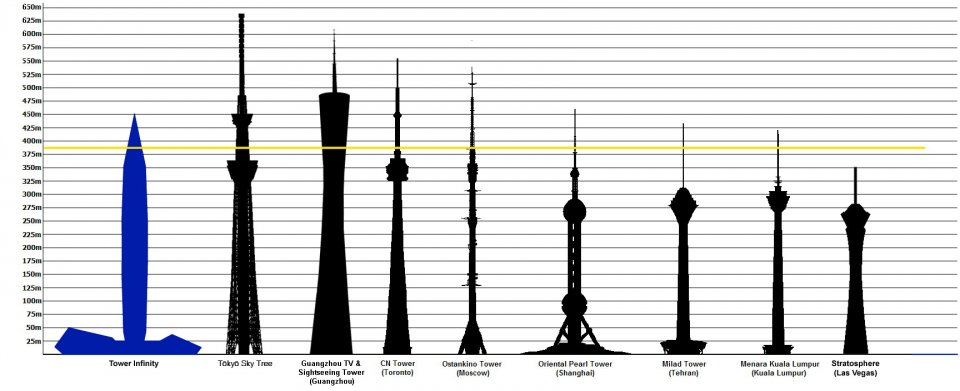
Comparaison avec différentes tours.